# Kyriakos Georgopetris
Kyriakos (původním jménem: Andreas Georgopetris; 1945, Chlomotina) je řecký kněz Jeruzalémské pravoslavné církve, biskup a metropolita Nazaretu.

## Život
Narodil se roku 1945 v Chlomotině na Korfu. Roku 1958 odešel do Jeruzaléma. Vystudoval Patriarchální školu a roku 1964 byl postřižen na mnicha a vysvěcen na diakona. Kněžské svěcení přijal roku 1966. O rok později byl povýšen na archimandritu a jmenován opatem Svatého monastýru na Hoře Tábor.
Roku 1967 se stal opatem monastýru svatého Jiří v Bajt Džalá. Roku 1972 byl jmenován vice-kostelníkem Velmi svatého chrámu Vzkříšení. Roku 1981 byl jmenován kostelníkem a roku 1984 patriarchálním komisařem v Accře.
Roku 1989 byl zvolen biskupem Anthedonu. Roku 1991 byl ustanoven metropolitou Nazaretu.
Roku 2010 se stal členem Svatého synodu.
Je absolventem Teologické školy Národní a Kapodistrianské univerzity v Athénách.